# Рункель
Рункель (нім. Runkel) — місто в Німеччині, знаходиться в землі Гессен. Підпорядковується адміністративному округу Гіссен. Входить до складу району Лімбург-Вайльбург.
Площа — 43,69 км2. Населення становить 9351 ос. (станом на 31 грудня 2020).